# Herbert Viecenz (Bildhauer)
Herbert Viecenz (* 28. April 1932 in Radeberg; † 18. September 2007 in Leipzig) war ein deutscher Bildhauer, Keramiker und Hochschullehrer.

## Leben und Werk
Viecenz war der Sohn des Glasschleifers Ernst Viecenz. Er absolvierte eine Lehre als Ziseleur und arbeitete bis 1953 als Eisengießer. Von 1953 bis 1956 besuchte er die Arbeiter- und Bauernfakultät an der Hochschule für Bildende Künste Dresden (HfBK) und erwarb das Abitur. Anschließend studierte er bis 1961 an der HfBK Plastik. Danach war er dort Aspirant bzw. bis 1964 Assistent. 1964 zog er nach Leipzig und wurde an der Hochschule für Grafik und Buchkunst Dozent für künstlerische Anatomie und Zeichnen. Eine seiner Schülerinnen war Ute Appelt-Lillack.
Als freischaffender Künstler erhielt er u. a. von Betrieben der Wismut AG Aufträge für Bilder und keramische Arbeiten. Diese wurden aus dem Kulturfonds der Betriebe finanziert und vor allem als Raumschmuck in betriebseigenen Heimen verwendet. Die meisten dieser Arbeiten befinden sich heute in der Kunstsammlung der Wismut GmbH, Chemnitz.
Neben seiner künstlerischen Arbeit leitete Viecenz im Keramikzentrum Südwest einen Keramik-Zirkel für Kinder.
Viecenz unternahm Studienreisen u. a. 1984 nach Jugoslawien, 1986 und 1987 nach Kuba und 1990 nach Vietnam.
Er war seit 1965 mit der Kinderkrankenschwester und späteren Kulturpolitikerin Gerda geb. Fuchs verheiratet und hatte mit ihr zwei Söhne. Er ist auch Vater der Keramikerin Anne Viecenz (* 1959).

## Ehrungen
- 1977: Arthur-Becker-Medaille
- 1980: Kunstpreis der Wismut

## Mitgliedschaften
- 1960 bis 1990 Verband Bildender Künstler der DDR
- ab 1990 Bund Bildender Künstler Leipzig (BBKL)

## Werke (Auswahl)

### Werke im öffentlichen Raum

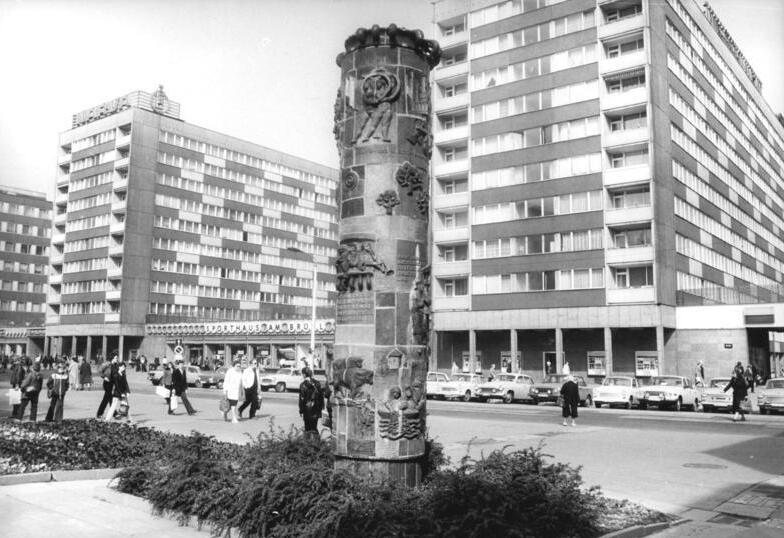
Bildsäule mit Motiven aus der Geschichte Leipzigs am Sachsenplatz

- Marktbrunnen (1975; Markt in Radeberg, 1988 aus technischen Gründen abgerissen)
- Bildsäule mit Motiven aus der Geschichte Leipzigs (1972, Keramik-Ummantelung, Höhe ca. 5 m; Leipzig, Ecke Katharinenstraße/Sachsenplatz; aus technischen Gründen 1999 abgerissen)
- Relief Leipzig (Heyerode, Goethe-Oberschule)
- Sportlergruppe (Leipzig, Brüder-Str.)
- Schülergruppe (Leipzig, Eutritzscher Markt)
- Faust-Relief (Leipzig, Goethe-Oberschule)
- Keramikbrunnen (Torgau)

### Keramiken
- Familienboot (1977, 14 × 47 cm; auf der VII. Kunstausstellung der DDR)[3]
- Kanuten (1977, 14 × 40 cm; auf der VII. Kunstausstellung der DDR)[4]
- Schmöllner Oma (1984, Schmölln, Feierabendheim)
- Antikur. Essen, Trinken, Rauchen (drei Wandteller mit Reliefs; Durchmesser 55 cm; Kunstsammlung der Wismut GmbH)[5]
- Bergparade (neun Relief-Figuren, Höhe 35 cm; Kunstsammlung der Wismut GmbH)[6]

### Aquarelle
- Jugoslawische Altstadt (1984, 30 × 35 cm; Kunstsammlung der Wismut GmbH)[7]
- Makarska (1984; Kunstsammlung der Wismut GmbH)[8]

### Pastellzeichnungen
- Unter Tage (1989)

### Publizierter Essay
- Arbeit und Anliegen der Künstlerin Aini Teufel. In: Bildende Kunst, Berlin, 1965, S. 552–553

## Ausstellungen (unvollständig)

### Einzelausstellungen
- 1981: Leipzig, Zoo, Sommer-Galerie
- 1985: Gera, Galerie am Markt (Keramik, Plastik, Zeichnungen)
- 1986: Rochsburg

#### Postum
- 2008: Radeberg, Rathaus

### Ausstellungsbeteiligungen
- 1966 bis 1985: Leipzig, fünf Bezirkskunstausstellungen
- 1977: Leipzig, Messehaus am Markt („Kunst und Sport“)
- 1977/1978 und 1987/1988: Dresden, VIII. und X. Kunstausstellung der DDR
- 1983: Leipzig, Information am Sachsenplatz („Bildhauer des Bezirkes Leipzig“)
- 1986: Gotha, Schlossmuseum („Das Urteil des Paris in der bildenden Kunst der DDR“)
- 1987: Dresden, Galerie Rähnitzgasse („Wirklichkeit und Bildhauerzeichnung“)
- 1992: Holzminden („1. Ausstellung des BBKL“)
- 1993: Bonn („Künstlerforum Ars Lipsiensis“)